# Burg Eschweiler
Die Burg Eschweiler, auch Eschweiler Burg genannt, ist eine ehemalige Wasserburg in der Stadtmitte von Eschweiler im Rheinland an der heutigen Dechant-Deckers-Straße. Von ihr sind nur noch drei, seit 1992 unter Denkmalschutz stehende Rundtürme erhalten, da das Burgareal 1967 mit modernen Krankenhausgebäuden des St.-Antonius-Hospitals überbaut wurde.

## Bewohner und Besitzer
Vor dem Bau der Eschweiler Burg stand an dem Ort bereits ein Gebäude, das dem vom Kölner Domkapitel bestellten Schultheiß als Amtssitz diente. Der erste urkundlich erwähnte Schultheiß war 1145 Wilhelm von Eschweiler.
1429 war die Eschweiler Burg im Besitz des jülichschen Erbmarschalls Frambach von Birgel. 1572 erlosch das Lehnsverhältnis der Eschweiler Burg zum Herzogtum Jülich, und der Rittersitz sowie der Domhof unterstanden seitdem der Mannkammer zu Aldenhoven.
In der ersten Hälfte des 17. Jahrhunderts war die Familie von Hetzingen Eigentümer der Eschweiler Burg. Ab 1654 kam die Anlage für fast 180 Jahre in den Besitz der Familie von Hompesch, einem alten rheinischen Geschlecht. Nach ihm wurde 1898 in Eschweiler-Mitte die Hompeschstraße benannt, vormals Hompeschgärten. Erster Burgherr war Karl Kaspar Hompesch.
Als Wilhelm Graf von Hompesch-Bollheim 1830 starb, kam die Burg in den Besitz des kurpfälzischen Hauptmanns Carl Englerth, der erster Bürgermeister von Eschweiler war. Sein Sohn Friedrich Englerth errichtete auf den Fundamenten der alten Burganlage ein neues, würfelförmiges Wohnhaus, das im Volksmund „Kaffeemöll“ genannt wurde. 1845 wurde der Neubau bezogen, obwohl er noch nicht vollendet war.
Im August des Jahres 1858 erwarb die katholische Kirchengemeinde St. Peter und Paul das Areal für 16.000 Taler, um in den Gebäuden ein Krankenhaus einzurichten.

## Baugeschichte
Obwohl weder ein genaues Entstehungsdatum noch ein Bauherr bekannt sind, gehen Historiker anhand der einstigen Bauform davon aus, dass die erste Eschweiler Burganlage aus dem 13. oder 14. Jahrhundert stammt. Eine Ringmauer mit sechs Rundtürmen, die eine Mauerstärke von zwei Metern aufwiesen, umfasste ein Areal von 197 × 93 Metern Größe. Das Herrenhaus besaß einen quadratischen Grundriss von 21 × 21 Metern und war von einer Gräfte umgeben, die von einem Nebenarm der Inde gespeist wurde.
Während des Dreißigjährigen Krieges, nach der Schlacht auf der Kempener Heide, wurden Eschweiler und seine Burg 1642 durch Truppen Hessens, Weimars und Frankreichs erobert. Die Eigentümer konnten den Besitz zwar halten, doch fehlte es an finanziellen Mitteln, Schäden zu beheben oder gar Neubauten errichten zu lassen.
Um 1800 wurde ein Großteil der Anlage wegen Baufälligkeit niedergelegt, wobei das alte Burgverlies unter dem südöstlichen Turm entdeckt wurde. Vom Abriss verschont blieben nur die Rundtürme samt Umfassungsmauer und die Wirtschaftsgebäude. Im Südturm befand sich 1840 ein Pumpenhaus.
Friedrich Englerth ließ um das Jahr 1845 einen Neubau des Wohnhauses nach damaligen, romantisierenden Vorstellungen gestalten. Als Architekten engagierte er dazu Friedrich Heinrich Exner, der die Türme des Hauses mit Zinnenkränzen und Schießscharten ausstattete.
Die Kirchengemeinde St. Peter und Paul ließ nach ihrem Erwerb der Burg einige Neubauten auf dem Areal errichten, so z. B. 1892 eine Kapelle und 1926 einen großen Erweiterungstrakt.
Mitte des Jahres 1967 mussten die Burggebäude einem Neubau des St.-Antonius-Hospitals weichen. Mit Ausnahme von drei runden Ecktürmen, der Umfassungsmauer sowie einem Nebengebäude wurde die alte Bausubstanz abgerissen. Dieses Nebenhaus, lange Jahre als Isolierstation genutzt, wich im August 2005 dem Neubau der Radiologie. Beim Abriss wurde ein Teil der ursprünglichen Burgmauer freigelegt. Im Südostturm befand sich bis in die 1980er Jahre die Leichenhalle des Hospitals.

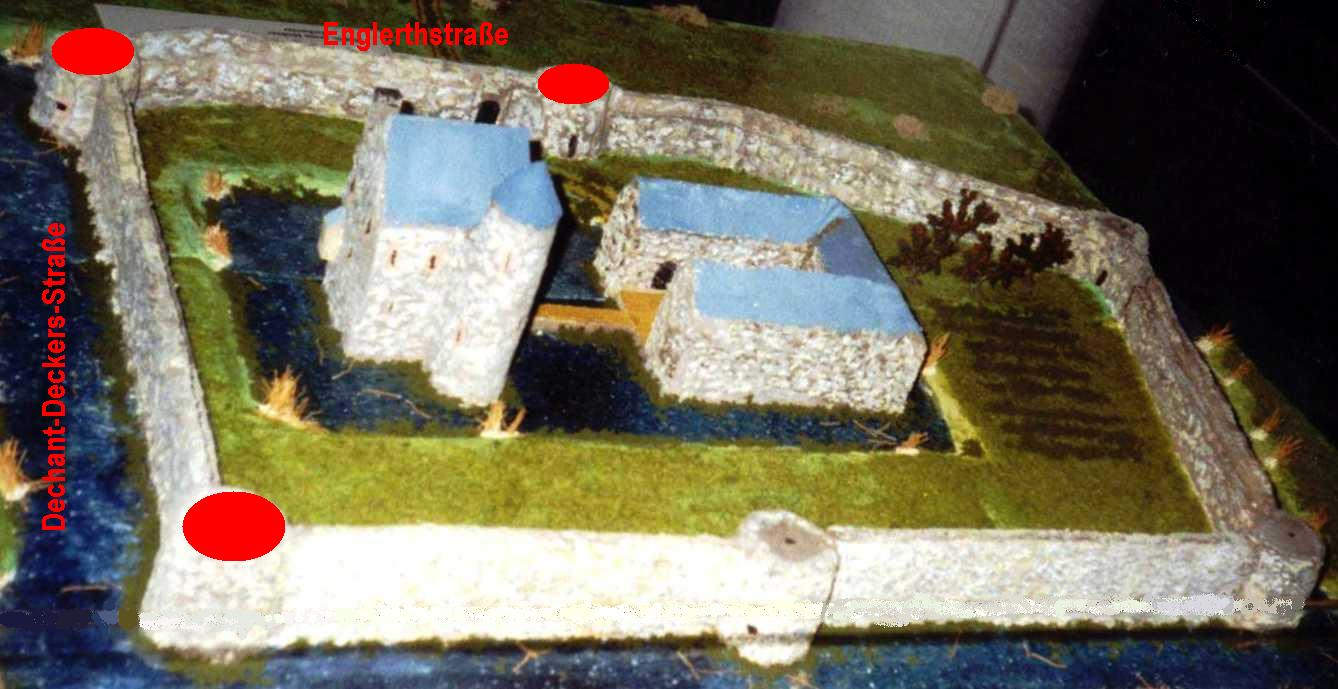
Modell der Eschweiler Burg im 14. Jh. Die heutigen Straßen und drei verbleibenden Türme sind rot markiert.
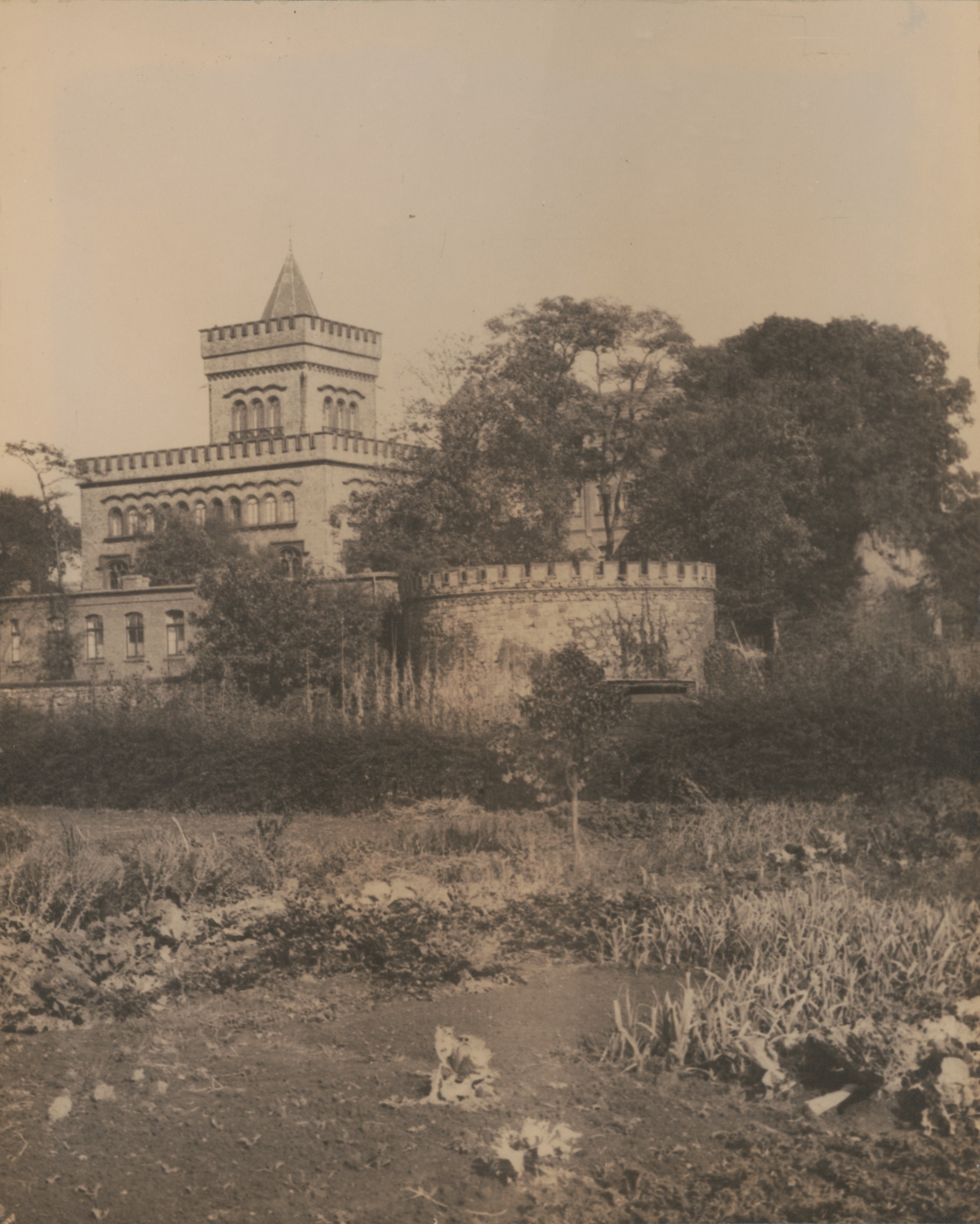
Eschweiler Burg um 1915
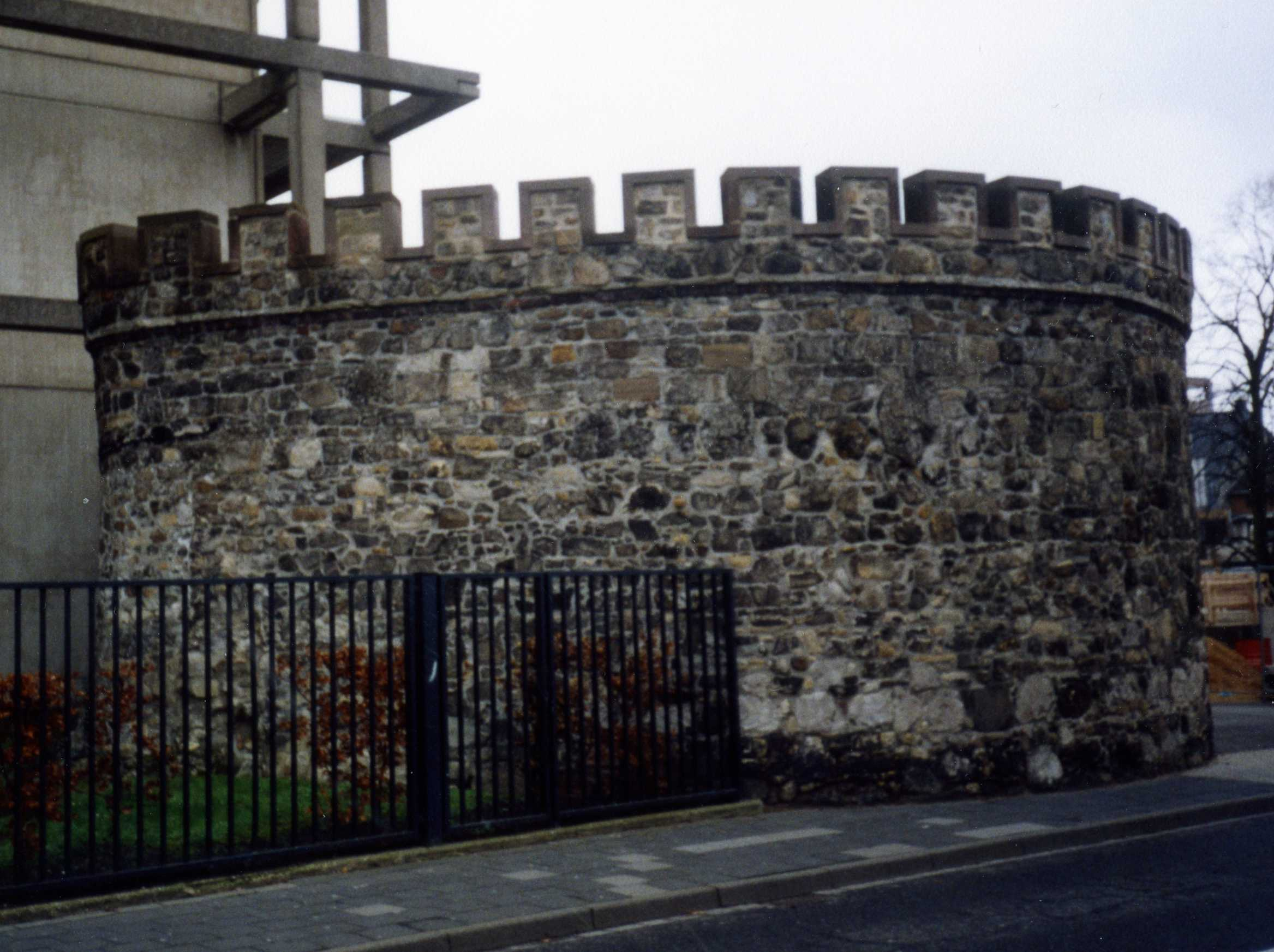
Nordostturm
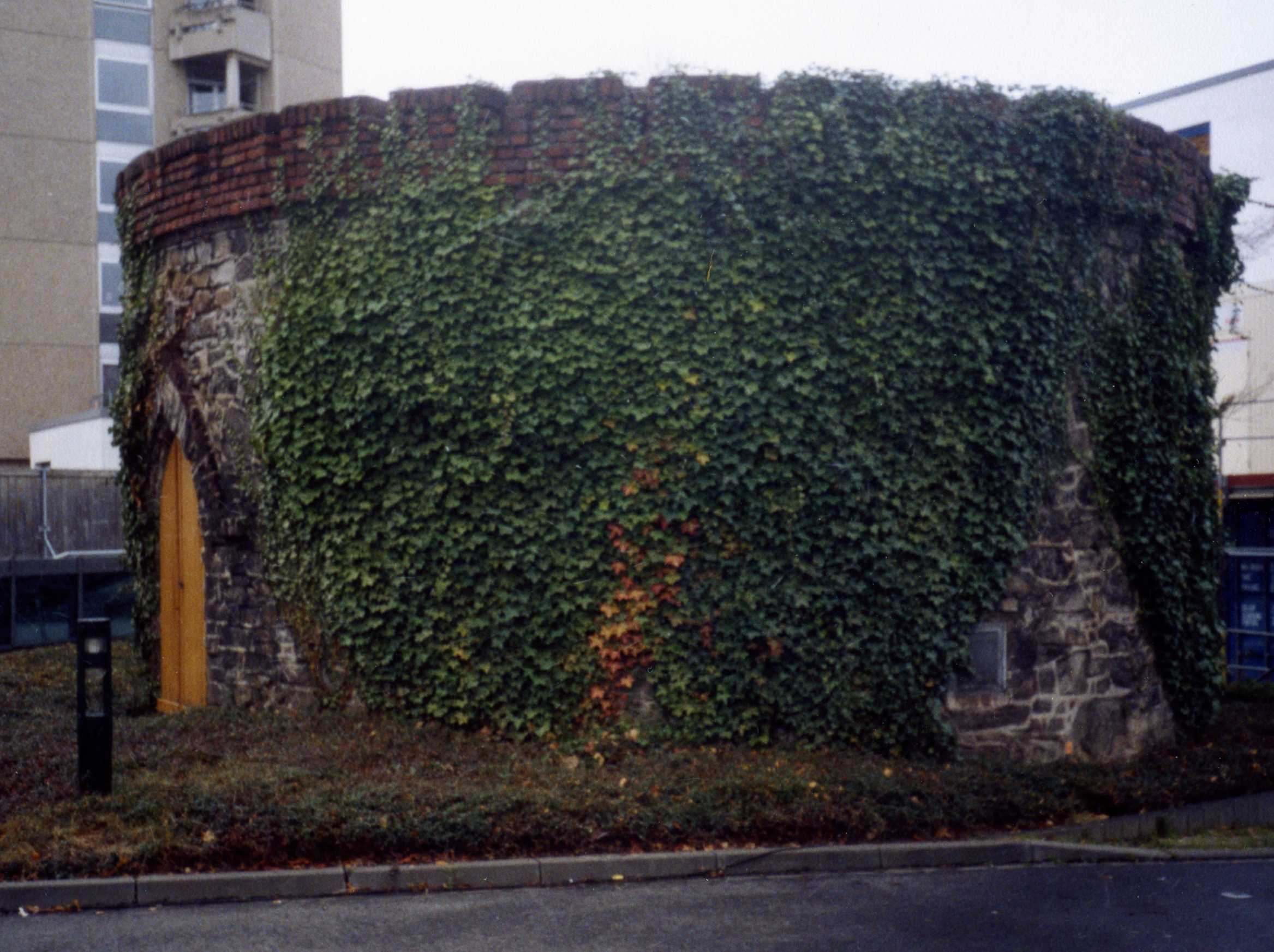
Südturm

## Sage
Es existiert eine Sage über einen Geist in der Eschweiler Burg, der dort lange Zeit umherging. Dieser klopfte den Bewohnern beim Wasserholen am Brunnen immer auf die Schulter und suchte nachts, von einem bestimmten Zimmer ausgehend, die Burg heim. Die Bewohner verkauften daraufhin die Burg.
Der neue Besitzer war ein mutiger Edelmann und begann damit, das Geheimnis um den Geist zu erforschen. Eines Nachts setzte er sich in jenes Zimmer, von dem der Spuk immer seinen Ausgang nahm. Punkt Mitternacht erschien ihm eine weiß gekleidete, gespenstische Gestalt und winkte dem Burgherrn, ihr zu folgen. Der Geist führte ihn durch alle Räume bis in den Keller, wo der Edelmann einen großen Schlüssel fand. Dann führte ihn die weiße Gestalt weiter durch die Kellergewölbe bis zu einer verriegelten Falltür. Der Burgherr öffnete sie mit dem gefundenen Schlüssel und folgte dem Geist in einen darunter liegenden Raum, in dessen Mitte drei Gefäße standen. Bei genauer Betrachtung bemerkte der Edelmann, dass sie mit Gold und allerlei kostbarem Geschmeide gefüllt waren. Im gleichen Augenblick hörte er ein tiefes, erleichtertes Seufzen, und als er sich umwandte, war die geheimnisvolle Gestalt verschwunden.
Von diesem Zeitpunkt an erschien der Geist nicht mehr, denn er hatte einen Menschen gefunden, der kühn genug gewesen war, ihm zu folgen und auf diese Weise den Schatz zu entdecken. Dieser war dort einst von drei derweil verstorbenen Schwestern versteckt worden, ohne dass sie ihr Geheimnis zu Lebzeiten jemandem anvertraut hatten. Die zuletzt Verstorbene aber fand keine Ruhe in ihrem Grab und begab sich jede Nacht auf die Suche nach einem Mann, der kühn genug war, ihr zu folgen, so dass sie ihm den Schatz übergeben konnte. Ihr Geist war nun erlöst, und der beschenkte Burgherr verwandte das Geld zum Wohle der Armen im Ort.